# Eliminatórias da Copa do Mundo de Rugby de 2007 - Ásia
Na eliminatórias da Copa do Mundo de Rugby de 2007 da Ásia treze nações da União Asiática de Rugby (ARFU) competiram por uma vaga para fase final na França, e uma vaga para o repescagem.

## Fase 1a

### Divisão 1 de 2005
| 8 de maio de 2005 |      |           |       |
| Japão             | 91-3 | Hong Kong | Tokyo |
|                   |      |           | Tokyo |

| 15 de maio de 2005 |       |       |       |
| Coreia do Sul      | 31-50 | Japão | Seoul |
|                    |       |       | Seoul |

| 22 de maio de 2005 |      |               |           |
| Hong Kong          | 3-56 | Coreia do Sul | Hong Kong |
|                    |      |               | Hong Kong |

#### Classificação
| Seleção       | Vitórias | Empates | Derrotas | Pontos a favor | Pontos contra | Pontos |
| ------------- | -------- | ------- | -------- | -------------- | ------------- | ------ |
| Japão         | 2        | 0       | 0        | 141            | 34            | 6      |
| Coreia do Sul | 1        | 0       | 1        | 87             | 53            | 4      |
| Hong Kong     | 0        | 0       | 2        | 6              | 147           | 2      |

Todas as três equipes qualicadas para o Fase 2 -  Japão e  Coreia do Sul em Divisão 1 de 2006,  Hong Kong na Divisão 2 de 2006.

### Divisão 2 de 2005
| 4 de junho de 2005 |       |               |         |
| China              | 22-19 | Taipé Chinesa | Kunming |
|                    |       |               | Kunming |

| 20 de maio de 2005 |       |               |        |
| Taipé Chinesa      | 26-30 | Golfo Pérsico | Taipei |
|                    |       |               | Taipei |

| 11 de novembro de 2005 |       |       |       |
| Golfo Pérsico          | 24-22 | China | Dubai |
|                        |       |       | Dubai |

#### Classificação
| Seleção       | Vitórias | Empates | Derrotas | Pontos a favor | Pontos contra | Pontos |
| ------------- | -------- | ------- | -------- | -------------- | ------------- | ------ |
| Golfo Pérsico | 2        | 0       | 0        | 54             | 48            | 6      |
| China         | 1        | 0       | 1        | 44             | 43            | 4      |
| Taipé Chinesa | 0        | 0       | 2        | 45             | 52            | 2      |

Qualificadas Golfo Arábico na Divisão 1 de 2006,  China na Divisão 2 de 2006.

### Divisão 3 grupo A de 2005
| 4 de junho de 2005 |       |           |                    |
| Tailândia          | 38-48 | Sri Lanka | Suphanburi Stadium |
|                    |       |           | Suphanburi Stadium |

| 11 de junho de 2005 |       |           |                      |
| Singapura           | 47-27 | Tailândia | Yio Chu Kang Stadium |
|                     |       |           | Yio Chu Kang Stadium |

| 25 de junho de 2005 |       |           |               |
| Sri Lanka           | 34-17 | Singapura | Longden Place |
|                     |       |           | Longden Place |

#### Classificação
| Seleção   | Vitórias | Empates | Derrotas | Pontos a favor | Pontos contra | Pontos |
| --------- | -------- | ------- | -------- | -------------- | ------------- | ------ |
| Sri Lanka | 2        | 0       | 0        | 82             | 55            | 6      |
| Singapura | 1        | 0       | 1        | 64             | 61            | 4      |
| Tailândia | 0        | 0       | 2        | 65             | 95            | 2      |

 Sri Lanka qualificada para playoff Fase 1b

### Divisão 3 grupo B de 2005
| 5 de junho de 2005 |       |             |        |
| Índia              | 22-36 | Cazaquistão | Mumbai |
|                    |       |             | Mumbai |

| 7 de junho de 2005 |      |         |        |
| Cazaquistão        | 48-3 | Malásia | Mumbai |
|                    |      |         | Mumbai |

| 11 de junho de 2005 |       |         |        |
| Índia               | 48-12 | Malásia | Mumbai |
|                     |       |         | Mumbai |

| 19 de junho de 2005 |     |       |      |
| Guam                | 8-8 | Índia | Guam |
|                     |     |       | Guam |

| 22 de junho de 2005 |      |      |             |
| Cazaquistão         | 51-6 | Guam | Cazaquistão |
|                     |      |      | Cazaquistão |

| 25 de junho de 2005 |       |      |         |
| Malásia             | 44-15 | Guam | Malásia |
|                     |       |      | Malásia |

#### Classificação
| Seleção     | Vitórias | Empates | Derrotas | Pontos a favor | Pontos contra | Pontos |
| ----------- | -------- | ------- | -------- | -------------- | ------------- | ------ |
| Cazaquistão | 3        | 0       | 0        | 135            | 31            | 9      |
| Índia       | 1        | 1       | 1        | 78             | 56            | 6      |
| Malásia     | 1        | 0       | 2        | 59             | 111           | 5      |
| Guam        | 0        | 1       | 2        | 29             | 103           | 4      |

 Cazaquistão qualificada para playoff Fase 1b

## Fase 1b
| 25 de outubro de 2005 |       |           |        |
| Cazaquistão           | 25-19 | Sri Lanka | Almaty |
|                       |       |           | Almaty |

| 12 de novembro de 2005 |       |             |         |
| Sri Lanka              | 24-12 | Cazaquistão | Colombo |
|                        |       |             | Colombo |

 Sri Lanka venceu 43-37 no total passou para Divisão 2 de 2006.

## Fase 2

### Divisão 1 de 2006
| 16 de abril de 2006 |      |               |       |
| Japão               | 82-9 | Golfo Pérsico | Tokyo |
|                     |      |               | Tokyo |

| 23 de abril de 2006 |       |               |       |
| Japão               | 50-14 | Coreia do Sul | Tokyo |
|                     |       |               | Tokyo |

| 5 de maio de 2006 |      |               |       |
| Golfo Pérsico     | 5-20 | Coreia do Sul | Dubai |
|                   |      |               | Dubai |

#### Classificação
| Seleção       | Vitórias | Empates | Derrotas | Pontos a favor | Pontos contra | Pontos |
| ------------- | -------- | ------- | -------- | -------------- | ------------- | ------ |
| Japão         | 2        | 0       | 0        | 132            | 23            | 6      |
| Coreia do Sul | 1        | 0       | 1        | 34             | 55            | 4      |
| Golfo Pérsico | 0        | 0       | 2        | 14             | 102           | 2      |

 Japão e  Coreia do Sul qualificadas para Fase 3.

### Divisão 2 de 2006
| 29 de abril de 2006 |      |       |         |
| Sri Lanka           | 30-0 | China | Colombo |
|                     |      |       | Colombo |

| 14 de maio de 2006 |       |           |           |
| Hong Kong          | 45-14 | Sri Lanka | Hong Kong |
|                    |       |           | Hong Kong |

| 21 de maio de 2006 |      |           |        |
| China              | 7-23 | Hong Kong | Pequim |
|                    |      |           | Pequim |

#### Classificação
| Seleção   | Vitórias | Empates | Derrotas | Pontos a favor | Pontos contra | Pontos |
| --------- | -------- | ------- | -------- | -------------- | ------------- | ------ |
| Hong Kong | 2        | 0       | 0        | 68             | 21            | 6      |
| Sri Lanka | 1        | 0       | 1        | 44             | 45            | 4      |
| China     | 0        | 0       | 2        | 7              | 53            | 2      |

 Hong Kong qualificada para Fase 3

## Fase 3
Todos os jogos foi disputados em Hong Kong. A série foi originalmente programada para ser jogada no Sri Lanka.
Considerações de segurança levou a série para Hong Kong.
| 18 de novembro de 2006 |      |           |           |
| Japão                  | 52-3 | Hong Kong | Hong Kong |
|                        |      |           | Hong Kong |

| 21 de novembro de 2006 |      |               |           |
| Hong Kong              | 5-23 | Coreia do Sul | Hong Kong |
|                        |      |               | Hong Kong |

| 25 de novembro de 2006 |      |       |           |
| Coreia do Sul          | 0-54 | Japão | Hong Kong |
|                        |      |       | Hong Kong |

### Classificação
| Seleção       | Vitórias | Empates | Derrotas | Pontos a favor | Pontos contra | Pontos |
| ------------- | -------- | ------- | -------- | -------------- | ------------- | ------ |
| Japão         | 2        | 0       | 0        | 106            | 3             | 6      |
| Coreia do Sul | 1        | 0       | 1        | 23             | 59            | 4      |
| Hong Kong     | 0        | 0       | 2        | 8              | 75            | 2      |

 Japão qualificada para a Fase Final da Copa do Mundo de Rugby de 2007.
 Coreia do Sul qualificada para as Repescagem.